# Місцеві вибори у Миколаївській області 2020
Місцеві вибори у Миколаївській області 2020 — чергові вибори депутатів Миколаївської обласної ради, районних рад, Миколаївського міського голови і Миколаївської міської ради, що відбудулися 25 жовтня 2020 року.
Вибори міської ради відбулися за пропорційною системою. Для проходження до ради партія повинна була набрати не менше 5 % голосів.
Міського голову обирали абсолютною більшістю: якщо жоден кандидат не набирав 50 %+1 голосів, мав бути призначено другий тур, до якого виходило два кандидати з найбільшою кількістю голосів.

## Учасники
Міський голова Миколаєва Олександр Сєнкевич висувався на переобрання від партії «Пропозиція». Серед чинних місцевих політиків за аналітикою FbAnalyzer саме Сєнкевич розмістив найбільше рекламних постів — 28 за липень. Серед тем — інфраструктурні проблеми й здобутки. Активізуються в соцмережах ще троє потенційних кандидатів у міські голови. Екс-нардепи — Олександр Жолобецький (БПП) — рекламувався 15 разів та Артем Ільюк (член групи «Відродження» у парламенті 8-го скликання) — п'ять проплачених постів у Facebook. Має дві рекламні публікації Владислав Чайка — син багаторічного мера Миколаєва Володимира Чайки, який помер у 2013 році. Білбордів з його позиченим у Трампа передвиборчим слоганом — «Зробимо Миколаїв великим знову» — по місті вже понад 30. Молодший Чайка має не тільки знане в місті прізвище (частина бабусь досі впевнена, що мер не змінився), але й сестру Юлію — дружину чинного голови Верховної Ради. Також з ним пов'язують багато підприємств та нерухомості у місті.
Екс-міський голова Юрій Гранатуров цього разу висувається від партії «За Майбутнє».

### Миколаїв
Мером міста було переобрано чинного міського голову Олександра Сєнкевича від партії Пропозиція.

#### I тур
| Кандидат                               | %       | Голосів |
| -------------------------------------- | ------- | ------- |
| 1. Олександр Сєнкевич («Пропозиція»)   | 38,94 % | 38 654  |
| 2. Владислав Чайка («ОПЗЖ»)            | 29,31 % | 29 095  |
| 3. Тетяна Домбровська («Слуга народу») | 12,34 % | 12 248  |
| 4. Микола Круглов («Наш край»)         | 7,42 %  | 7 368   |
| 5. Юрій Гранатуров («За майбутнє»)     | 5,43 %  | 5 394   |

#### II тур
| Кандидат                             | %       | Голосів |
| ------------------------------------ | ------- | ------- |
| 1. Олександр Сєнкевич («Пропозиція») | 59,74 % | 54 411  |
| 2. Владислав Чайка («ОПЗЖ»)          | 38,89 % | 35 416  |

### Первомайськ
| Кандидат                                                 | %       | Голосів |
| -------------------------------------------------------- | ------- | ------- |
| 1. Олег Демченко («Опозиційний блок»)                    | 22,70 % | 3 688   |
| 2. Володимир Вовк («ЄС»)                                 | 21,15 % | 3 436   |
| 3. Євгеній Нотевський («Українська Стратегія Гройсмана») | 10,18 % | 1 654   |

## Вибори до обласної ради
| Місце | Партія                          | % голосів | Кількість голосів | Усього місць |
| ----- | ------------------------------- | --------- | ----------------- | ------------ |
| 1     | Опозиційна платформа — За життя |           | 59 436            | 18 / 64      |
| 2     | Слуга народу                    |           | 54 121            | 16 / 64      |
| 3     | Наш край                        |           | 31 189            | 10 / 64      |
| 4     | Європейська Солідарність        |           | 26 502            | 8 / 64       |
| 5     | Пропозиція                      |           | 20 766            | 7 / 64       |
| 6     | За Майбутнє                     |           | 14 114            | 5 / 64       |